# Cubanola domingensis

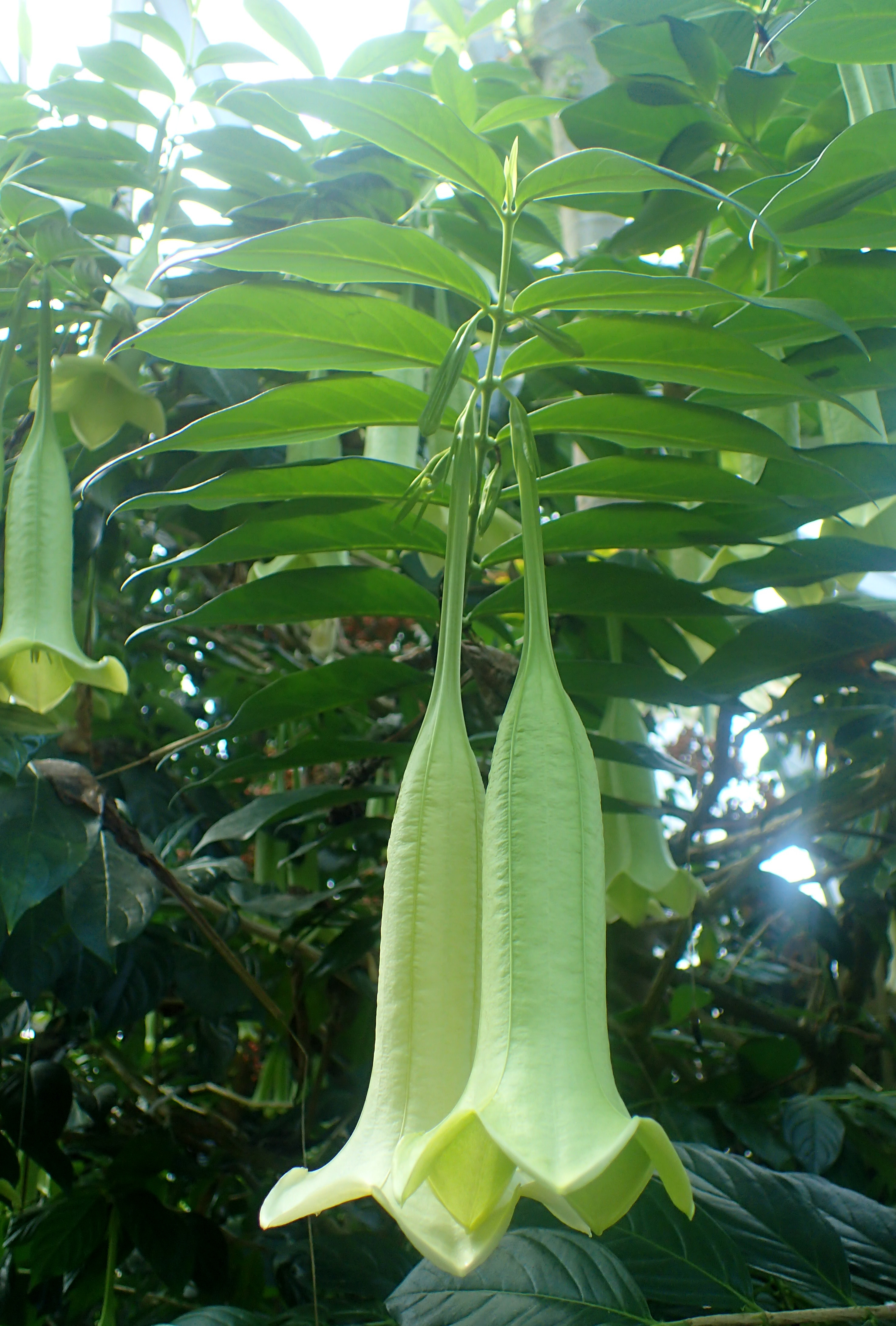
Blüten und Blätter

Cubanola domingensis ist eine Pflanzenart in der Familie der Rötegewächse aus der Dominikanischen Republik.

## Beschreibung
Cubanola domingensis wächst als immergrüner Strauch oder kleiner Baum bis über 2 Meter hoch.
Die einfachen und gegenständigen Laubblätter sind kurz gestielt. Sie sind eiförmig bis elliptisch, bis 13 Zentimeter lang, leicht lederig, ganzrandig und spitz bis zugespitzt. Es sind kleine, interpetiolare und pfriemliche Nebenblätter vorhanden.
Die Blüten erscheinen einzeln und achselständig an den Zweigenden. Die großen, kurz gestielten, duftenden und hängenden, fünfzähligen Blüten sind zwittrig mit doppelter Blütenhülle. Sie sind gün-weißlich bis -gelblich und bis zu 20 Zentimeter lang. Im unteren Teil sind sie schmal-röhrig, rippig und dann schmal glockenförmig mit kurzen Lappen. Der Kelch besitzt schmale, bis 2,5 Zentimeter lange Zipfel mit innen Kolleteren. Die knapp eingeschlossenen Staubblätter sind an der Basis kurz verwachsen und die Staubfäden sind im unteren Teil behaart mit länglichen Antheren. Der zweikammerige Fruchtknoten ist unterständig im kleinen, kantigen, verkehrt-kegeligen Blütenbecher. Der lange Griffel ist knapp eingeschlossen mit zweiteiliger, länglicher Narbe. Es ist ein gelappter Diskus vorhanden.
Es werden vielsamige, kantige, kurz geflügelte, bis 4,5 Zentimeter lange und ellipsoide bis verkehrt-eiförmige, dickledrige Kapselfrüchte mit beständigen Kelchzipfen gebildet. Die braunen, abgeflachten, eiförmigen bis elliptischen Samen sind bis 3,5 Millimeter groß.

## Verwendung
Die Pflanze wird aufgrund der sehr großen Blüten als Zierpflanze genutzt.